# Paralympische Winterspelen 2014
De XIe Paralympische Winterspelen van 2014 werden gehouden in Sotsji, Rusland. Ze vonden plaats van 7 tot 16 maart, een maand na de reguliere Olympische Winterspelen 2014, eveneens in het Olympisch Park Sotsji en in Krasnaja Poljana.

## Sporten
Tijdens deze Spelen stonden er zes sporten op het programma. Snowboarden stond voor het eerst op het programma.
- Alpineskiën
- Biatlon
- Langlaufen
- Rolstoelcurling
- Sledgehockey
- Snowboarden

## Accommodaties

Concept voor de opstelling van de paralympische gebouwen

| Plaats                       | Accommodatie                    | Functie            | Capaciteit         |
| Sportaccommodaties           | Sportaccommodaties              | Sportaccommodaties | Sportaccommodaties |
| ---------------------------- | ------------------------------- | ------------------ | ------------------ |
| Olympisch Park Sotsji        |                                 |                    |                    |
| Sjajba-IJsarena              | Sledgehockey                    | 7.000              |                    |
| Ice Cube Curling Center      | Rolstoelcurling                 | 3.000              |                    |
| Krasnaja Poljana             |                                 |                    |                    |
| Laura Biathlon & Ski Complex | Langlaufen en biatlon           | 20.000             |                    |
| Rosa Khutor Alpine Resort    | Alpineskiën                     | 7.500              |                    |
| Rosa Khutor Extreme Park     | snowboarden                     | 6.250              |                    |
| Overige accommodaties        |                                 |                    |                    |
| Olympisch Park Sotsji        |                                 |                    |                    |
| Olympisch Stadion Fisjt      | Openings- en sluitingsceremonie | 40.000             |                    |

## Kalender
| ● | Openingsceremonie | ● | Wedstrijden | # | Wedstrijden met medailles | ● | Sluitingsceremonie |

| maart           | 7 Vr | 8 Za | 9 Zo | 10 Ma | 11 Di | 12 Wo | 13 Do | 14 Vr | 15 Za | 16 Zo | Gouden Medailles |
| --------------- | ---- | ---- | ---- | ----- | ----- | ----- | ----- | ----- | ----- | ----- | ---------------- |
| Alpineskiën     |      | 6    | 3    | 3     | 6     |       | 3     | 3     | 3     | 3     | 30               |
| Biatlon         |      | 6    |      |       | 6     |       |       | 6     |       |       | 18               |
| Langlaufen      |      |      | 2    | 4     |       | 6     |       |       | 2     | 6     | 20               |
| Rolstoelcurling |      | ●    | ●    | ●     | ●     | ●     | ●     | ●     | 1     |       | 1                |
| Sledgehockey    |      | ●    | ●    |       | ●     | ●     | ●     | ●     | 1     |       | 1                |
| Snowboarden     |      |      |      |       |       |       |       | 2     |       |       | 2                |
| Totaal          |      | 12   | 5    | 7     | 12    | 6     | 3     | 11    | 7     | 9     | 72               |
| Cumulatief      |      | 12   | 17   | 24    | 36    | 42    | 45    | 56    | 63    | 72    |                  |
| Ceremonies      | ●    |      |      |       |       |       |       |       |       | ●     |                  |
| maart           | 7 Vr | 8 Za | 9 Zo | 10 Ma | 11 Di | 12 Wo | 13 Do | 14 Vr | 15 Za | 16 Zo | Gouden Medailles |

## Deelnemende landen
Een recordaantal van 45 Nationaal Paralympisch Comités werden tijdens de Spelen door een of meerdere sporters vertegenwoordigd. In vergelijking met de vorige editie waren dat er drie meer. Brazilië, Turkije en Oezbekistan debuteerden. In vergelijking met de vorige editie ontbreken Hongarije en Zuid-Afrika.

## Logo
In december 2009 werd het logo van Sochi 2014 feestelijk onthuld in Moskou. Dit gebeurde met een feestelijke show op een ijsbaan. Het logo bestaat uit de woorden Sochi en 2014 onder elkaar, met naast Sochi de Russische domeinnaam .ru en daaronder de drie Paralympische agito's.

## Medaillespiegel
In de tabel heeft het gastland een blauwe achtergrond. Het hoogste aantal medailles per categorie is vetgedrukt.
| Plaats | Land             | NOC | Goud | Zilver | Brons | Totaal |
| ------ | ---------------- | --- | ---- | ------ | ----- | ------ |
| 1      | Rusland          | RUS | 30   | 28     | 22    | 80     |
| 2      | Duitsland        | GER | 9    | 5      | 1     | 15     |
| 3      | Canada           | CAN | 7    | 2      | 7     | 16     |
| 4      | Oekraïne         | UKR | 5    | 9      | 11    | 25     |
| 5      | Frankrijk        | FRA | 5    | 3      | 4     | 12     |
| 6      | Slowakije        | SVK | 3    | 2      | 2     | 7      |
| 7      | Japan            | JPN | 3    | 1      | 2     | 6      |
| 8      | Verenigde Staten | USA | 2    | 7      | 9     | 18     |
| 9      | Oostenrijk       | AUT | 2    | 5      | 4     | 11     |
| 10     | Groot-Brittannië | GBR | 1    | 3      | 2     | 6      |

Eindstand, 16-3-2014

## Mascotte
Op 1 september 2010 startte de nationale wedstrijd waarin iedereen in Rusland werd opgeroepen hun mascotte voor de Spelen van 2014 te ontwerpen, maar ook internationale inzendingen werden aangenomen. Op 7 februari 2011, precies drie jaar voor de start van de Spelen, werd een selectie van de beste ontwerpen getoond op TV. Dertien ontwerpen werden door een nationale jury gekozen uit bijna 24.000 inzendingen. Later die maand, op 26 februari 2011, werd een nationale televoting georganiseerd met het programma "Talismaniya Sochi 2014 - The Final" om de uiteindelijke mascotte(s) te kiezen. Toen werden de Zonnestraal en het Sneeuwvlokje verkozen tot de officiële mascottes van de Winterspelen, en de Haas, Poolbeer en Luipaard van de Olympische Winterspelen.

## Annexatie van de Krim
In verband met de annexatie van de Krim besloten het Verenigd Koninkrijk en de Verenigde Staten geen regeringsvertegenwoordigers naar Sotsji te sturen. Vervolgens besloten de Nederlandse minister Edith Schippers en Prinses Margriet en Pieter van Vollenhoven evenmin naar Sotsji af te reizen. Vanwege de annexatie van de Krim kwam bij de opening van de Spelen alleen de vlaggendrager Michailo Tkatsjenko van Oekraïne het stadion binnen. De rest van de Oekraïense ploeg had besloten om in het Paralympisch dorp te blijven.